# Ismael Urtubi
Ismael Urtubi Aróstegui, né le 24 mai 1961 à Barakaldo (Pays basque, Espagne), est un footballeur international espagnol qui jouait au poste de milieu de terrain gauche, notamment avec l'Athletic Bilbao entre 1980 et 1992. Il est désormais entraîneur.

## Biographie

### En club
Ismael Urtubi débute avec l'Athletic Bilbao sous les ordres d'Iñaki Sáez le 2 novembre 1980 face au Sporting de Gijón.
Il fait partie de l'équipe qui remporte deux fois d'affilée le championnat d'Espagne, en 1983 et 1984. Son bilan dans les championnats professionnels espagnols est de 217 matchs joués, pour 28 buts marqués. Il réalise sa meilleure performance lors de la saison 1982-1983, où il inscrit 7 buts en Primera División.
Avec l'Athletic Bilbao, Ismael Urtubi dispute 5 matchs en Coupe d'Europe des clubs champions. Il atteint les huitièmes de finale de cette compétition en 1983, en étant battu par le club anglais de Liverpool, futur vainqueur de l'épreuve.

### En équipe nationale
Ismael Urtubi joue deux matchs avec l'équipe d'Espagne.
Il reçoit sa première sélection le 14 novembre 1984 contre l'équipe d'Écosse, dans le cadre des éliminatoires de la coupe du monde 1986. Il dispute son second match le 23 janvier 1985, en amical contre la Finlande.

## Style de jeu
Ismael Urtubi était un joueur fort physiquement, très rapide, doté d'une bonne technique[réf. nécessaire]. Son pied gauche était redoutable en coup franc et pour les centres[réf. nécessaire].

## Palmarès
- Champion d'Espagne en 1983 et 1984 avec l'Athletic Bilbao
- Vainqueur de la Coupe d'Espagne en 1984 avec l'Athletic Bilbao